# Дионисий (митрополит Унгро-Влахийский)
Диони́сий Грек (Диони́сий Ивири́т, Диони́сий Святого́рец, греч. Διονύσιος Ιβηρίτης, греч. Διονύσιος Οὐγγροβλαχίας; ум. декабрь 1672, Бухарест?) — греческий церковный деятель, справщик и переводчик на московском Печатном дворе, активный участник богослужебной реформы патриарха Никона, один из ключевых участников его низложения на Большом московском собре. В последний год жизни — митрополит Унгро-Влахийский.

## Биография
По-видимому, монашеский постриг принял в метохе Иверского монастыря в Валахии, на Афон попал спустя некоторое время. Даты монашеского пострига и прихода на Афон неизвестны. Можно предположить, что, вступив в братию Иверского монастыря, инок мог в 1648—1650 годы неоднократно приезжать в Валахию, в том числе для ведения дел, связанных с монастырскими владениями и для издательской работы. В 1654 году Дионисий находился в афонском Иверском монастыре.
Являлся активным помощником Арсения (Суханова), прибывшего в апреле 1654 года на Афон, в его работе по отбору книг для отправки в Россию. Благожелательное отношение Дионисия позволило Арсению приобрести в Иверском монастыре наибольшее по сравнению с другими афонскими обителями число книг — 158 рукописей и 5 печатных книг. 10 июня того же года Дионисий записал договор между монастырями о том, что следует отвечать турецким властям на вопрос о покупке на Афоне книг Арсением, документ был подписан настоятелями 17 монастырей. В 1655 году, спустя некоторое время после отъезда Арсения (Суханова) с Афона, Дионисий, уже в сане архимандрита, отправился в Россию, чтобы сменить архимандрита Климента на посту настоятеля Николо-Греческого монастыря в Москве.
Путь архимандрита Дионисия в русскую столицу, как и многих других греков, пролегал через Путивль, куда он прибыл 11 июня 1655 года. Дионисий ехал со свитой. Таким образом, в Никольском монастыре вместе с настоятелем должна была смениться и часть братии. 26 июня 1655 года Дионисий прибыл в Москву на смену иверскому архимандриту Клименту, поскольку «по государеве жалованной грамоте, велено им [насельникам Иверского монастыря] приезжать к Москве в третей год и жить до перемены на Москве в монастыре Николы Чюдотворца Большие главы». Одновременно с Дионсием Греком в Россию прибыли архимандриты афонских Хиландарского и Павловского монастырей, привезшие выбранные Арсением (Сухановым) на Афоне греческие книги. Возможно, книги привёз с собой и архимандрит Дионисий. Однако если хиландарский и павловский архимандриты вручили царю Алексею Михайловичу книги, то Дионисий преподнёс ему только святыню — «руку святаго великомученика Василия Амасийского в золоте, весу в золоте 70 золотников».
В качестве архимандрита Никольского монастыря Дионисий жил в Москве несколько сроков, хотя грамотой его срок был определён в три года. По-видимому, он получал подтверждение своих полномочий, что было необходимо для выплаты жалованья. Иверский архимандрит постоянно находился в Москве, в январе 1656 года вместе с другими архимандритами ездил «в Троицкой Сергиев монастырь по обещанию помолитца». В 1650-х годы Дионисий Грек участвовал в подготовке издания Требника (октябрь 1656).
В 1663 году архимандрит Дионисий был назначен справщиком московского Печатного двора, куда был принят на место Арсения Грека с сохранением его жалованья в 70 рублей. Эта сумма, большая, чем жалованье других справщиков, а также формы упоминания архимандрита Дионисия в документах позволяют сделать вывод, что на Печатном дворе он занял ведущее положение. Среди подготовленных Дионисием изданий — «Беседы на Евангелие от Иоанна» святителя Иоанна Златоуста, 1665 года; Сборник переводов Епифания Славинецкого (творения святителей Григория Богослова, Василия Великого, Афанасия Александрийского, преподобного Иоанна Дамаскина), май 1665 года, с аналогичным указанием и другие. Кроме того, «по благословению святейших Вселенских патриархов… и патриарха Московского, и собора патриархов» 5 августа 1666 года и по указу царя от 6 сентября 1667 года архимандрит Дионисий «с товарыщи» было поручено сделать новый перевод Служебника.
В работе на Печатном дворе Дионисий, по-видимому, использовал привезённые с Афона книги, которые повлияли на никоновскую книжную справу. В собрании Дионисия имелись как рукописи («Вопросы и ответы» святителя Афанасия Александрийского Антиоху, «Богословие» преподобного Иоанна Дамаскина и другие), так и печатные издания («Пророки», Новый Завет, «Шестоднев», другие сочинения святителя Василия Великого, «Илиада» и «Одиссея» Гомера, труды Полибия и другие). Знание церковнославянского языка позволило Дионисию закончить перевод с греческого языка «Хроники» Дорофея Монемвасийского, работу над которым начал Арсений Грек. По-видимому, архимандрит Дионисий преподавал в Москве греческий язык, известно, что у него учился архиепископ Рязанский и Муромский Иларион.
В 1660-х годы являлся активным участником богослужебной реформы в Русской Церкви, к нему, как к афонскому книжнику, знатоку церковных обрядов и практики афонских монастырей, обращались за консультациями. Эта деятельность проявилась, в частности, в составлении коротких сочинений по богослужебным вопросам: записки, содержащей афонский чин начала различных церковных служб и сведения об их продолжительности, «Писания», излагающего чин освящения воды в праздник Богоявления, которое Дионисий составил в соавторстве с митрополитом Филиппийским и Драмским Софронием. Н. Ф. Каптерев упоминает ещё одно сочинение Дионисиия — «О освящении воды на Иордани». Дионисию принадлежит полемическое сочинение против старообрядчества, в котором автор объявляет русские дониконовские обряды еретическими, сложившимися в результате непросвещённости и невежества. Сочинение состоит из 4 глав: «О аллилуи», «О честном кресте», «О четвероконечном кресте, иже именуют крыжем», «О Иисусове молитве».
Особенностям русского обряда архимандрит Дионисий приписывает еретический характер, обусловленный прекращением практики поставления русских первоиерархов в Константинополе. Двоеперстие и сугубую аллилуию архимандрит Дионисий относит на счёт католического влияния и видит в этих и других чертах русского обряда отражение «еретических учений», в частности в отношении Святой Троицы. Толкование архимандритом Дионисием русских обрядов своей безграмотностью и жесткостью напоминает те характеристики, которые многие старообрядцы давали «никонианской» Церкви. Дионисий нашёл в русской литургической традиции и признаки множества ересей (причём нередко взаимоисключающих), и атавизмы иудейской традиции, и даже рудименты язычества. Отрицание старообрядцами именословного перстосложения при священническом благословении Дионисий приравнивал к проявлению протестантизма, видя в этом отрицание священства. Только при Алексее Михайловиче по мнению Дионисия началось восстановление «благочестия» на Руси, когда активизировались русско-греческие церковные контакты и был признан «высший авторитет» греческих иерархов в русских церковных делах. Фактически Дионисий стоял на такой же позиции обрядоверия, как обличаемые им старообрядцы, с той лишь разницей что Дионисий возводил на степень церковного догмата не старый русский, а новый греческий обряд.
Также высказывается предположение, что архимандрит Дионисий мог быть советником патриарха Никона и в области архитектуры. О связи построек монастырей Никона с валашской традицией свидетельствует ряд конструктивных и художественных особенностей, объединяющих собор Иверского Валдайского монастыря, Богоявленскую пустынь Нового Иерусалима и Воздвиженский собор Крестного монастыря. Всем им присущи черты, свидетельствующие о влиянии архитектуры дунайских княжеств.
В качестве переводчика при греческих патриархах Паисие и Макарие архимандрит Дионисий принял участие в Большом Московском соборе 1666—1667 годов. В ходе подготовки и работы Собора архимандрит Дионисий имел тесные контакты с непосредственным организатором приезда восточных патриархов в Москву митрополитом Газским Паисием Лигаридом, который вследствие незнания церковнославянского языка нуждался в помощи Дионисия. Их общение не прекратилось и после 1667 года. Противостарообрядческое сочинение архимандрита Дионисия оказало определяющее влияние на решения Собора о старообрядцах, которых собор предал «анафеме и проклятию… яко еретиков и непокорников». Ряд постановлений представляет собой дословную выписку из сочинения архимандрита Дионисия. Таким образом, как отмечает историк В. И. Петрушко «насквозь ложная, с исторической точки зрения, концепция Дионисия Грека полностью восторжествовала на Большом Московском соборе». Закономерно, что старообрядцы очень резко отзывались о роли Дионисия в работе Собора. Протопоп Аввакум называл его «вором и ругателем Великия Росии», диакон Фёдор Иванов считал, что восточные патриархи действовали по указаниям Дионисия, запугавшего их судьбой Максима Грека, которая будто бы им была уготована, в случае если они не осудят последователей древнерусских обрядов. Страх перед царём испытывали всё же не греки, а русские иерархи, которые из-за этого побоялись возразить на оскорбленные отзывы о русском обряде и русской церковной истории в целом. Участие архимандрита Дионисия в Соборе было высоко оценено царём Алексеем Михайловичем.
В 1668 году составил «Историю России» на греческом языке. Целью создания «Истории России», по мнению исследователей, было «стремление рассказать греческому миру о стране, с которой так долго и тесно был связан православный Восток». «История России» разделена на 17 частей (титулов), каждая из которых содержит по несколько статей. Произведение Дионисия является сжатым изложением русской истории, основанным на неконкретизированных автором «славянских книгах». Ольга Александропулу выяснила, что в основу повествования Дионисий положил «Книгу степенную царского родословия» и Русский хронограф 3-й редакции 1620 года.
В 1669 году братия Иверского монастыря попросила архимандрита Дионисия вернуться на Афон. Перед отъездом Дионисий подал царю челобитную, в которой перечислил свои заслуги и попросил вознаграждения. Ответом царя стало не личное пожалование, а официальная передача афонскому Иверскому монастырю Никольского Греческого монастыря. О последнем периоде жизни Дионисия известно не много. После отъезда из Москвы, по-видимому в августе 1669 года, около полугода Дионсиий жил в Яссах, затем в Бухаресте задержался из-за суровой зимы. Весной 1671 года он должен был отправиться на Афон, но обстоятельства задержали его в Валахии, так как последующие сведения о Дионисия связаны с Бухарестом. 23 июня 1671 года он впервые упоминается в документах как игумен монастыря Святой Троицы (ныне монастырь Раду-Водэ), являвшегося с 1613 года метохом афонского Иверского монастыря.
Управлял данной обителью до июня 1672 года, когда он был хиротонисан в митрополита Унгро-Влашского. Скончался в первой половине декабря 1672 года, предположительно в Бухаресте.